# Santa Catalina de Alejandría (Zurbarán)
Santa Catalina de Alejandría es el tema de dos lienzos considerados autógrafos de Francisco de Zurbarán. Constan con el número 157 y 159 en el catálogo razonado y crítico, realizado por Odile Delenda, historiadora del arte especializada en este pintor. La primera de estas obras forma pendant con una Santa con palma y corona, catalogada por la mencionada historiadora del arte con el número 158. También existe una obra del taller de Zurbarán sobre este tema, cuyo interés es muy inferior.

## Tema de la obra
Según leyendas carentes de base histórica, Catalina de Alejandría era una joven de familia noble, dotada de gran belleza y cuya erudición confundió a una asamblea de filósofos paganos. El emperador romano Majencio quiso desposarla, pero Catalina se negó, movida por su profunda fe cristiana, ya que Majencio era pagano. Por ello, Majencio ordenó que fuera torturada con una rueda de clavos, la cual fue destruida por un rayo caído del cielo. Finalmente, Catalina fue ejecutada con una espada, que es su atributo habitual de mártir junto con la rueda quebrada. A menudo se la representa con la palma del martirio y, en otras ocasiones, lleva una corona de princesa, puesto que la leyenda posteriormente se modificó, otorgándole este rango. Catalina es considerada la santa patrona de los filósofos.

## Introducción
Los suntuosos atavíos de las santas pintadas por Zurbarán no corresponden a la usanza diaria de su época ni, mucho menos, a la del tiempo en el cual se supone vivieron estas personas. A menudo, parece que dichas mujeres acuden a una procesión y, según Vicente Lleó Cañal, sus trajes se inspiran en los que solían usarse en la procesiones del Corpus Christi de su época en Sevilla, para conmemorar a dichas santas.
Algunos de estos lienzos parecen verdaderos retratos, que penetran en la psicología del personaje, de forma que Emilio Orozco los llama «retratos a lo divino». La iconografía tradicional ofrecía la oportunidad de pintar santas a partir de la imagen de una mujer sencilla, pero, en el siglo XVII, estas obras podían reflejar una idea jerárquica, tanto de la sociedad contemporánea como del Cielo. Así, no resultaba extraño que estos personajes se representaran vestidos conforme a su supuesta situación en el Cielo.

### Versión de Bilbao
- Pintura al óleo sobre lienzo; 124 x 100 cm; fecha de realización: hacia 1640.
- Museo de Bellas Artes de Bilbao, n.° de inventario: 69/251. El museo proporciona los siguientes datos: 125 x 100,5 cm, fecha de realización ca. 1650-1660.[6]
- Catalogado por Odile Delenda con el número 157[7] y por Tiziana Frati con el número 159.[8]

La identificación con Santa Catalina no presenta problemas: el personaje sostiene una espada en la mano derecha, la palma del martirio en la izquierda y, en la cabeza, lleva una corona dorada de princesa. Ni esta pintura ni su pendant, Santa con palma y corona, pertenecen al típico modelo de santas de Zurbarán. La joven es casi una niña, representada de tres cuartos, y su figura forma una pirámide alargada. Tiene ojos muy negros, bajo cejas y pelo igualmente negros, y parece mirar con cierta altivez al espectador. Sus rasgos son muy individuales y todo parece indicar que esta obra es el «retrato a lo divino» de una joven de alto rango. Paul Guinard considera este lienzo como una de las mejores representaciones de jóvenes santas atribuidas a Zurbarán.
Esta es una de las santas de Zurbarán con el atavío más suntuoso. Viste un jubón azul-verdoso tornasolado, bordado de oro, que termina en el escote con un gran collar de pedrería. La manga visible es morada con toques amarillos, y termina en una hombrera acuchillada, con bordados dorados. Por encima, porta un fastuoso manto de color bermellón con toques claros de albayalde. En el pelo, junto a la corona, lleva un lazo de color bermellón como el manto.

#### Procedencia
1. Comprado en Madrid por la Diputación de Vizcaya en 1919 a Santiago Pierrard con su pareja por la suma de 20 000 pesetas para el Museo de Bellas Artes de Bilbao.[10]

### Versión de la colección Masaveu

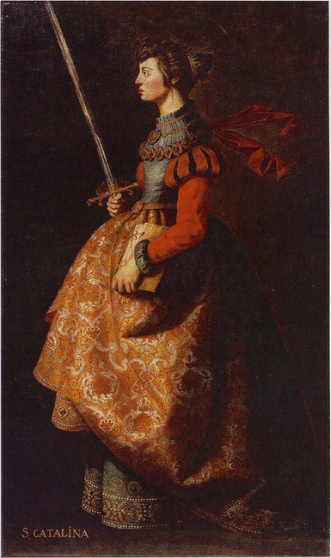
Versión de la Colección Masaveu

- Pintura al óleo sobre lienzo; 177 x 99; fecha de realización: ca 1640.
- Inscripción en el extremo inferior izquierdo: S.CATALINA.

- Colección Masaveu, Oviedo.[11]

- Catalogado por Odile Delenda con el número 159.[12]

Debido a la inscripción, no existen dudas acerca de la identidad del personaje representado. A pesar de su importancia, hasta hace poco este lienzo era desconocido y no figura en el catálogo de Tiziana Frati. Ambas manos de Catalina muestran atributos relativos a sus virtudes: en la izquierda lleva un libro —que simboliza su sabiduría y su patrocinio de la filosofía— mientras que en la derecha levanta una gran espada, emblema de su martirio. Catalina lleva una corona de princesa en un pequeño moño. Su rostro no está idealizado, mostrando unas facciones muy marcadas, por lo que muy probablemente se trate del «retrato a lo divino» de una persona concreta.
Si bien esta obra es una muestra de la destreza de Zurbarán en el tratamiento de la luz y del color, existen diferencias en el tratamiento de las telas, lo que sugiere alguna intervención del taller del maestro. Del vestido verde —con un ancho dobladillo dorado— solamente es visible la parte inferior, porque encima lleva una gran sobrefalda de brocado dorado, que contrasta con el fino busto del personaje. Sobre un corpiño verde, lleva una gorguera adornada con joyas. Las mangas son de color anaranjado, con hombreras acuchilladas y manguitos con bordados. En la espalda luce un gran lazo rojo, que ondea elegantemente en el aire.

### Versión de Sevilla

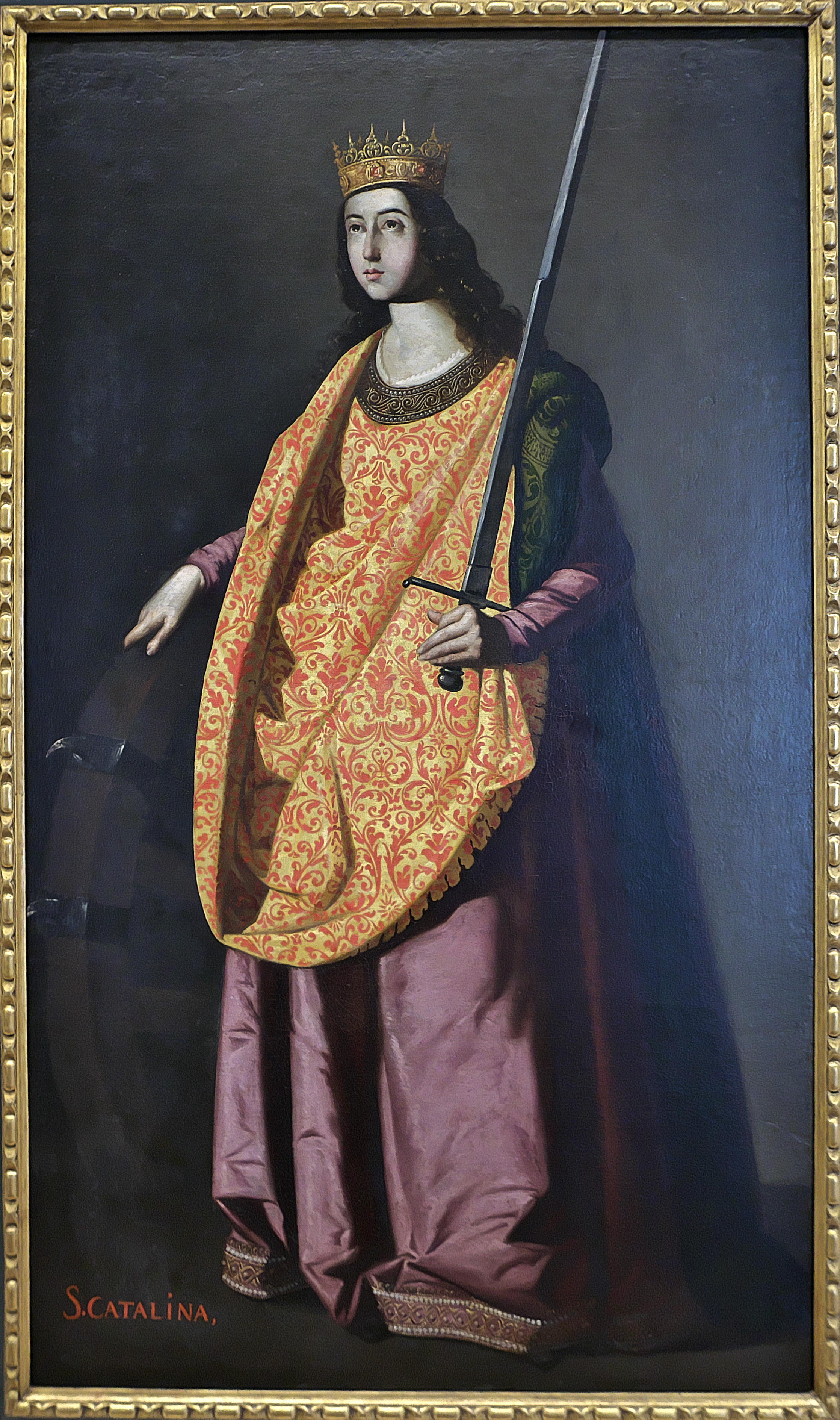
Versión del Museo de Bellas Artes de Sevilla

- Pintura al óleo sobre lienzo; 169 x 102; fecha de realización: 1640-1650.
- Museo de Bellas Artes de Sevilla.
- Inscripción en el extremo inferior izquierdo: S.CATALINA.

Este lienzo forma parte de un grupo de ocho obras —atribuidas al taller de Zurbarán— provenientes del antiguo Hospital de las Cinco Llagas, en Sevilla. Según Paul Guinard, se trata de una de las obras más imponentes y fastuosas de este grupo.